# مونرو، شهرستان تیپکانو، ایندیانا
مونرو (به انگلیسی: Monroe) یک منطقهٔ مسکونی در ایالات متحده آمریکا است که در لارمای تاونشیپ واقع شده‌است. منرو ۲۴۰ متر بالاتر از سطح دریا واقع شده‌است.